# M110 (semovente)
Il semovente americano M110 è apparso agli inizi degli anni '60 come complemento dell'M107 a lunga gittata ma di minor calibro. Con il suo obice da 203 mm esso era inteso soprattutto come artiglieria nucleare, ma si ritrovò a combattere in Vietnam e in altri luoghi in compiti che comprendevano l'appoggio alle forze di terra con proiettili esplodenti in aria, e in generale azioni di fuoco convenzionali.

## Origini
Negli anni '50 l'US Army aveva in servizio un considerevole parco d'artiglieria semovente, specialità costosa ma necessaria per poter valorizzare al meglio le risorse disponibili contro le masse corazzate e d'artiglieria sovietiche. Tra la armi americane figurava, nel settore pesante, l'M53 da 155mm (derivato dal carro M48), cingolato che era destinato al compito per il quale venne prodotto il semovente M40 (ricavato dall'M4 Sherman) durante la seconda guerra mondiale. Esso utilizzava una pesante torretta corazzata, derivata dal precedente M53 da 203 mm. Ma esistevano dei problemi: il peso elevato, 45 tonnellate in assetto di combattimento, e l'autonomia che il motore a benzina assicurava, di appena 250 km su strada. Così non passò molto tempo prima che l'US Army, attorno alla metà di quel decennio, richiedesse una nuova famiglia di artiglierie semoventi, con uno scafo comune e un peso abbastanza ridotto da assicurare l'aviotrasportabilità, almeno con gli aerei più pesanti e capaci.
I prototipi di questi nuovi veicoli vennero presentati dalla Pacific Car and Foundry Company, con le sigle prototipiche di T235,T245 e T236. Dopo un periodo di sviluppo ulteriore vennero adottati motori diesel, appena questi divennero abbastanza leggeri e potenti da essere utilizzati su veicoli così leggeri e con dei requisiti di mobilità tanto elevati. Il semovente T245, da 155mm, non venne considerato valevole per la produzione di serie, nonostante la lunga canna dell'artiglieria. Solo le armi più pesanti vennero passate alla produzione, ovvero gli obici semoventi da 203 e i cannoni da 175. Così essi vennero ribattezzati, appena adottati dall'US Army, come M110 per il prototipo T236, mentre il T235 divenne il semovente M107.

## Tecnica
Il nuovo semovente d'artiglieria, che alcune fonti vogliono anche ispirato al prototipo italiano da 149/40mm, portato negli USA dopo la fine della guerra, aveva la velocità e la potenza di fuoco come elementi prevalenti nella progettazione. La mobilità era considerata talmente importante, che essa comportò una protezione quasi inesistente per l'equipaggio, nonostante la minaccia NBC (nucleare, batteriologica, chimica) che era lo standard di riferimento durante la guerra fredda.
La meccanica dell'M110 era analoga a quella dell'M107. A tutti gli effetti, quello che cambiava era la bocca da fuoco, ma non lo chassis. Questo era molto basso, estremamente compatto, realizzato dalla Pacific Car. La struttura era in lega d'acciaio, totalmente saldata.
La struttura vedeva i cingoli accoppiati a sospensioni a barra di torsione, con un cilindro idraulico aggiuntivo, che potevano essere bloccate per il tiro. È fondamentale, data la potenza del cannone e la leggerezza del veicolo, che si sia cercato ogni modo per rendere più rigido l'affusto. Un altro modo era l'abbassamento a terra di una vera e propria pala meccanica, che fungeva sia da vomere che da ruspa. Così era possibile usarla sia come stabilizzatore, che come mezzo per creare rapidamente posizioni di tiro, o anche sgombrare gli ostacoli. La ruspa/vomere era alloggiata nella parte posteriore dello scafo, e normalmente veniva tenuta ripiegata verso l'alto.

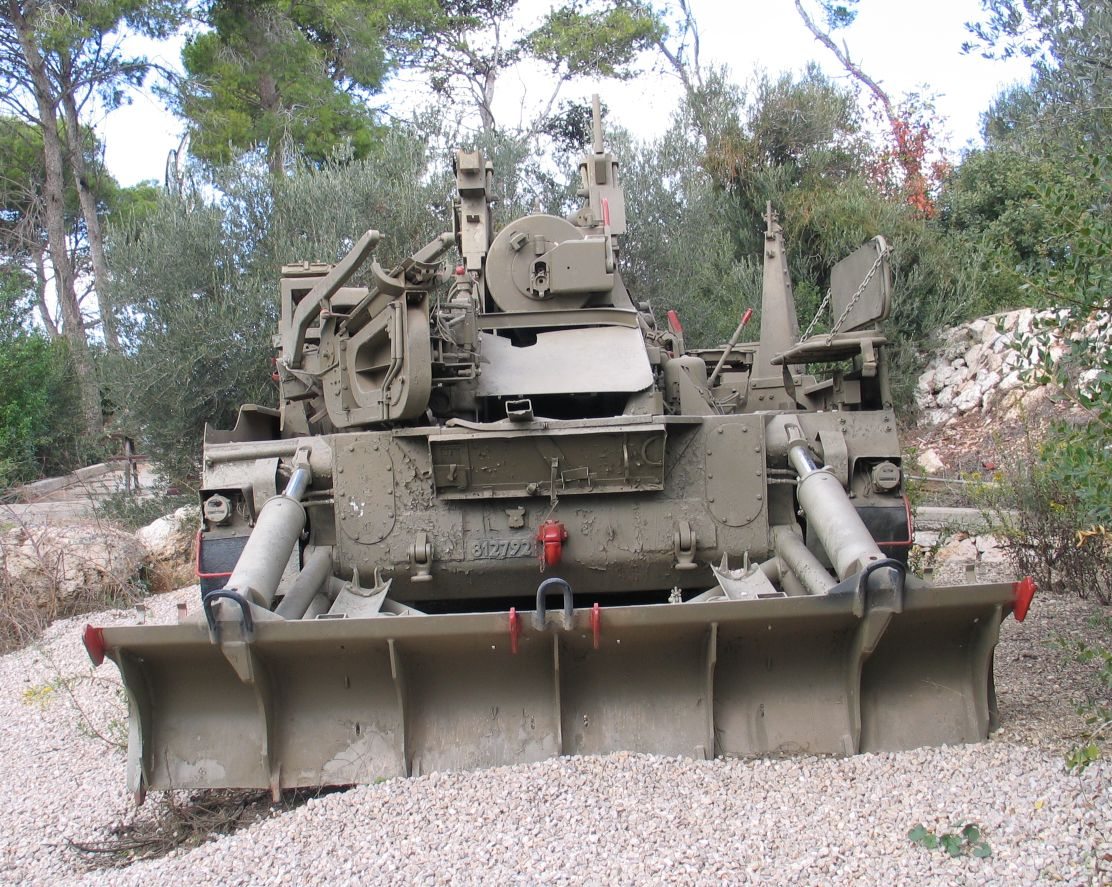
Il similare M107: notare la pala/vomere abbassata

Il pilota, l'unico che aveva completa protezione in azione, sia pure nei limiti dei pochi mm. di protezione disponibili, era in avanti, assieme al motore e alla trasmissione. Questi erano alla sua destra, sotto una calotta emisferica, per migliorare l'inclinazione della piastra frontale, con vantaggio sia nella protezione che nella visibilità per il pilota.
Questi complessivi meccanici erano uguali a quelli dell'M109, con un diesel da 405 hp Detroit Diesel V7IT. Questo azionava le ruote motrici, poste davanti alle altre 5, di grande diametro, l'ultima delle quali funzionava come ruota di rinvio. Tutte poggiavano a terra e non vi erano rulli sorreggicingolo. Gli scarichi del motore erano sol lato destro del mezzo, con aspetto circolare caratteristico.
Come il motore, anche il peso era complessivamente simile rispetto all'M109, grazie alla rinuncia alla torretta rotante e corazzata, per alloggiare il nuovo cannone a lunga gittata.
Altri sistemi di bordo erano i fari di visione notturna, e le attrezzature radio. Era invece assente un sistema di protezione NBC.

### Armamento
La ragion d'essere del mezzo era quella di vettore per un obice di grande potenza. Questo potentissimo pezzo d'artiglieria aveva un calibro di 203 mm, lunghezza di circa 25 calibri e 2 pistoni idropneumatici per attenuare il rinculo. Esso non aveva freno di bocca, evacuatore di fumi e manicotto termico. Sistemato senza alcuna protezione sopra lo scafo, dava ai 4 serventi dell'equipaggio un'arma potente, ma anche dispendiosa. Questo pezzo d'artiglieria, noto come M2A2 aveva una lunga storia.
Quando durante il 1917 gli USA cominciarono la loro partecipazione diretta alla prima guerra mondiale le loro truppe erano carenti di tutto, incluse le artiglierie. Gli obici inglesi Mk VII e VIII erano armi da 203 mm molto precise e potenti, che gli americani ottennero in una certa quantità ed apprezzarono molto. Nel dopoguerra le svilupparono ulteriormente, malgrado la carenza di fondi, fino a dare loro il nome di M1. Potenti e ancora più precise delle precedenti, queste artiglierie ammodernate ebbero largo uso. Ma siccome erano pesanti, venne studiato un affusto semovente. Inizialmente fu quello del carro M48, ma presto si decise per un affusto più mobile anche se meno protetto, il che diede origine all'M110.
La cadenza di tiro di quest'arma, molto potente e altrettanto vecchia, era di circa 1 colpo al minuto, le munizioni pesavano 92 kg l'una e la gittata giungeva a quasi 17 km. L'alzo era di -2/+65 gradi, il brandeggio comprendeva un arco di 60 gradi. Solo 2 colpi erano a bordo del mezzo, sistemati in una lunga cassetta (che era sopra la pala meccanica posteriore), gli altri dovevano essere trasportati da semoventi non corazzati M548, aggregati alla batteria. La squadra completa era di 13 uomini, 8 dei quali trasportati da altri veicoli. Un sedile ripiegabile era presente sul lato destro del veicolo.
Le munizioni erano di diversi tipi: HE, gas nervino, ma soprattutto nucleare a bassa potenza, perché l'M110 era visto soprattutto come arma 'atomica', sebbene presto apparirono anche munizioni adatta a calibri minori.
La massa di ciascun proiettile era alta, così venne installato un sistema meccanico - idraulico di sollevamento e caricamento denominato caricatore-calcatoio. In pratica, veniva agganciata la granata in verticale al caricatore-calcatoio, sollevata fino a porla su una slitta orizzontale allineata alla camera di scoppio e calcata fino al cono di forzamento in fondo alla camera di scoppio. Successivamente si introduceva manualmente nella camera di scoppio la carica consistente in un numero di sacchetti di polvere da sparo variabile a seconda della gittata da ottenere. Infine l'accensione della polvere nei sacchetti avveniva a mezzo di un innesco inserito nel dispositivo di scatto alloggiato nella culatta dell'obice.
Per queste operazioni erano necessari due uomini a terra che agganciavano la granata al caricatore calcatoio e poi passavano i sacchetti con le cariche, un uomo in piedi sul carro che pilotava il caricatore-calcatoio ed introduceva le cariche nel tubo obice, un uomo seduto sul seggiolino a sinistra che brandeggiava in orizzontale il pezzo, un uomo seduto sul seggiolino a destra che brandeggiava in verticale (alzo) il pezzo ed un uomo in piedi all'altezza della culatta dell'obice, ma spostato alla sua destra, che fungeva da capopezzo e materialmente sparava ossia con una funicella tirava la levetta dello scatto posto sulla culatta.

## Servizio
Questi semoventi vennero prodotti in serie dal 1962, mentre la prima unità a livello di battaglione venne costituita a Fort Sill nel 1963.
La produzione nel frattempo veniva passata alla FMC e, tra il 1965 e il 1980, alla Bowen. L'ordinamento dell'US Army prevedeva l'assegnazione di una batteria di 4 pezzi per divisione di fanteria, un gruppo con 12 armi per divisione corazzata. La mobilità dell'M110, più leggero dell'M107 nonostante fosse di maggior calibro, era certamente eccellente: oltre 55 km/h su strada, e oltre 700 km di autonomia, sempre su strada.
Dall'altro lato vi erano però certi svantaggi congeniti di queste grosse armi d'artiglieria. La potenza del cannone era elevatissima, ma l'affusto, per poterlo ospitare, o sarebbe stato troppo pesante (con la torretta o anche la postazione in casamatta), oppure, come si scelse, scarso in protezione. Quest'ultimo aspetto garantiva maggiore mobilità tattica e strategica, nonché una maggiore economia, mentre la lunga gittata dell'arma era una garanzia di sopravvivenza per le battaglie campali contro gli eserciti nemici. In pratica, l'M107/110 era una sorta di affusto motorizzato, più che un cannone semovente classico, con quel tanto di acciaio e di 'veicolo' strettamente indispensabile.
Nondimeno, si studiarono anche speciali teloni ripiegabili (tipo i tettucci decappottabili delle auto) con l'obiettivo di assicurare la protezione NBC, ma risultarono, come molte brillanti idee, deludenti in servizio, cosicché vennero presto abbandonati.
Qualunque fosse la necessità di avere artiglierie come l'M107 in servizio (probabilmente all'inizio si studiarono anche proiettili nucleari, non dispiegati), questa non fu certo confermata dalla Guerra del Vietnam, in cui gli USA risultarono coinvolti.
Infatti, le truppe impiegate divennero talmente numerose, che ebbero la necessità di dislocare colà fino a 60 gruppi d'artiglieria, la maggior parte dotati di armi da 105 o 155 mm. Solo piccole quantità di semoventi vennero schierati, e in particolare pochi erano gli M109, nonostante la protezione offerta dalla loro torretta corazzata all'equipaggio.
Gli M 107 e 110 vennero a loro volta utilizzati in discrete quantità, tanto che nel 1969 ve ne erano impiegati 9 gruppi. ma senza un fronte chiaro da affrontare, la loro struttura, pensata per sopravvivere solo in funzione della mobilità e della gittata d'impiego, era incapace di garantire la sopravvivenza dell'equipaggio con i serventi esposti in pieno, e l'assoluta impossibilità di sparare in movimento, o anche in tempi ridotti. Interrarsi in postazioni speciali all'interno delle basi fu la norma, così la mobilità degli M107/110 venne ad essere assai inutile. Per giunta, anche se pesavano poco oltre gli M109, non erano anfibi.
Durante le azioni di fuoco, per preparare aree da sbarco per gli elicotteri, essi sparavano come standard 200 colpi per batteria, cosa che ovviamente richiedeva molto tempo e sforzo visto che bisognava portare le munizioni dal di fuori del mezzo, da qualche deposito vicino o da un veicolo portamunizioni. Il trasporto delle munizioni era difficile alle basi avanzate USA, anche perché la dotazione per ciascun M110 doveva essere mantenuta a 800 per pezzo, oltre ad una piccola quantità delle nuovissime munizioni a grappolo, ICM.
Un modo per cui la granata da 203 poteva essere impiegata era il tiro con esplosione in aria, a 9,14 metri e distanze tra i 200 e i 1000 metri. Essa era straordinariamente efficace, ma ovviamente la cadenza di tiro era ridotta. Tale tecnica era chiamata Killer Senior.

### Gli anni recenti e il servizio all'estero
Il semovente M110 è stato esportato in Paesi come Israele, che agli inizi degli anni '70, con 48 armi inizialmente fornite, Italia, 36, Germania Ovest, Paesi Bassi e numerosi altri.

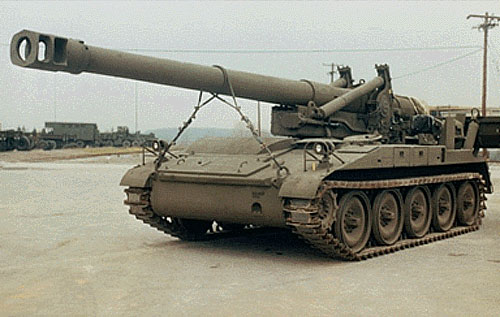
l'M110A2 ha un obice con un grande freno di bocca, che lo rende facilmente riconoscibile rispetto al modello base

Ma negli anni '70 la carriera dell'M110 sembrava compromessa dal più prestante M107, fino a quando ci si decise a sfruttare al meglio le possibilità dell'affusto e del calibro. Una nuova bocca da fuoco da 203/39, dotata di un freno di bocca a 2 luci, venne realizzata dando origine all'M110A2. Questo consentiva di aumentare la gittata dai poco confortevoli 16,8 km (quasi al tiro del D-30 sovietico da 122mm senza munizioni a razzo) a 21 km.
Le munizioni sono state migliorate a loro volta, tra i proiettili quello M509 con 195 bombette M42, capaci ciascuna, nonostante pesino solo circa 300gr, di causare sia frammentazione che effetto contro-corazza, grazie a una piccola ogiva HEAT. Un'altra munizione è la M404 con 104 più grosse bombette M43A1, antipersonale. Un'altra munizione è la HERA, con gittata di oltre 29 km.
Altre munizioni sono state messe in sviluppo: 2 ERGP, munizioni guidate a razzo, una con sensore radar passivo, per colpire postazioni radar nemiche, l'altra con laser semiattivo per attaccare obiettivi specifici, come il più piccolo Copperhead da 155 mm. Essi avrebbero dovuto raggiungere i 40 km. Un altro tipo era il SADARM, un sofisticatissimo proiettile con 3 moduli, ciascuno dei quali viene portato sul campo di battaglia su distanze di 25–30 km. Esso viene sganciato, appeso ad un paracadute, localizza con un sofisticato sensore IR veicoli, distinguendo tra autocarri e carri armati, attaccando solo questi, con il rilascio di speciali skeets, dischetti esplosivi con la capacità di sparare un dardo ad altissima velocità, proprio sopra il veicolo da colpire. Questa sofisticatissima munizione ha impiegato molto a diventare operativa, ed è uno dei più stupefacenti programmi avanzati degli anni '80.
Tuttavia, nessuna di queste munizioni è entrata in servizio, eccetto il M712 Copperhead e il M898 Sadarm per le artiglierie da 155 mm.
Un altro progresso è stato nelle apparecchiature di comunicazione e nei radar di controbatteria, che in Vietnam si erano dimostrati poco efficaci.
Tutto questo ha migliorato l'efficacia dell'M110 in maniera notevolissima, ma anche le artiglierie semoventi da 155 hanno beneficiato degli stessi miglioramenti, e così la questione sull'utilità del 203 mm è rimasta discutibile.
Tirando le somme, l'M110 ha dimostrato alcuni vantaggi e alcuni, sostanzialmente troppi, svantaggi. Tra i primi:
- adeguata gittata (solo nel caso M110A2+HERA)
- eccellente mobilità e autonomia
- valida meccanica in generale.
- Ottima precisione (differentemente dall'M107)
- Ottima distruttività contro bersagli duri
- Vasta scelta di munizioni (solo di recente)

Tra i secondi:
- la bassa cadenza di tiro. Una batteria di M110 può recapitare 370 kg/minuto, quando 6 M109A6 possono sviluppare, su distanze comparabili, 960 kg/min.
- il numero elevato di personale richiesto
- la pratica assenza di munizioni disponibili a bordo
- la ridotta protezione in generale e l'assenza di protezione NBC.
- I lunghi tempi necessari ad entrare ed uscire dalla configurazione di fuoco, specie in tempi caratterizzati da precisi radar di controbatteria, che rendono possibile localizzare i cannoni nemici in pochi secondi.

Gli anziani M110, come anche la gran parte degli M107, sono stati modificati allo standard M110A2 (mai invece la modifica è stata dal M110 allo standard M107, giudicato inferiore), e sono rimasti coinvolti in vari conflitti, sia nel Medio Oriente sia nel Golfo Persico, come nel caso di Desert Storm.
In seguito, diventati assai superati rispetto alle artiglierie di calibro minore e di tipo più moderno, hanno cominciato ad essere ritirate dal servizio, come nel caso delle artiglierie italiane, trasformate allo standard M110A2 nei tardi anni '80 e poi tolte dalla linea verso la fine del decennio successivo.